# Programa de Reparación y Atención Integral de Salud

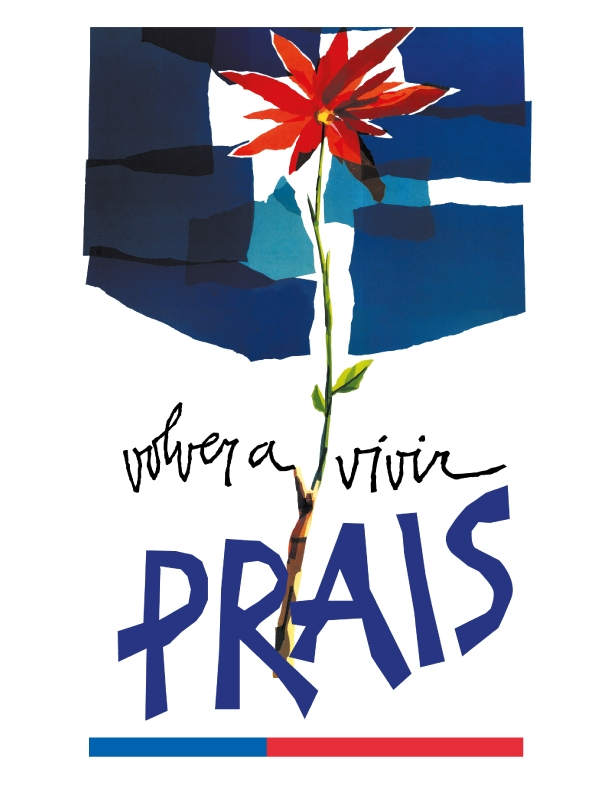
Programa de Reparación y Atención Integral de Salud

El Programa de Reparación y Atención Integral de Salud (PRAIS) es un programa del Ministerio de Salud implementado por el Estado chileno como una medida de reparación con las víctimas de las violaciones a los Derechos Humanos ocurridas en Chile entre septiembre de 1973 y marzo de 1990.
El Programa PRAIS, es parte de una Política Pública de Reparación que se origina en una serie de recomendaciones del Informe de la Comisión Nacional de Verdad y Reconciliación (Rettig), relativas al bienestar social y destinadas al mejoramiento de la calidad de vida que se vio desmedrado por la dictadura militar, refiriéndose a la previsión social, atención especializada en salud, becas de educación, capacitación técnica y laboral para otros familiares dependientes.
Las personas que forman parte de este programa tienen derecho a la gratitud de las prestaciones médicas que se otorgan en todos los establecimientos de salud  de la red asistencial, ya sean consultorios u hospitales públicos a nivel nacional. En ellos pueden acceder a toda la oferta de atención programática que otorga el sector, como Plan AUGE y Ley de urgencia, entre otras.

## Historia

### Publicación de la ley N.º 19.123
Con la publicación en el Diario Oficial de la ley N.º 19.123 en 1992, se crea la Corporación Nacional de Reparación y Reconciliación, servicio público dependiente de la Presidencia de la República a través del Ministerio del Interior; cuyo objetivo es la coordinación, ejecución y promoción de las acciones necesarias para el cumplimiento de las recomendaciones contenidas en el Informe de la Comisión Nacional de Verdad y Reconciliación, creada por decreto supremo N.º 355, de 25 de abril de 1990. Una de las medidas a implementar luego de la promulgación de la Ley es el Programa de Reparación y Atención Integral de Salud (PRAIS).

### Problemas y recomendaciones relativas a la Salud
Las consecuencias desde el punto de vista de la salud de las personas vertidas en el Informe Rettig tienden a señalar su preocupación por las víctimas de violaciones a los derechos humanos, procurando que se les otorgue una atención especial en vista a las consecuencias que los actos y vejámenes sufridos hayan provocado a su salud. Organismos especializados han afirmado que los problemas de salud física y mental de las víctimas y sus familiares revisten características especiales; que se diferencian con los procesos de enfermedades que afectan a la población chilena menos expuesta a este tipo de hechos violatorios. La tensión permanente a la que han estado sometidas estas personas las ha hecho más vulnerables. En el ámbito de la salud mental presentan graves sintomatologías ocasionadas en parte por las experiencias traumáticas a las que se han visto expuestas.

## Funcionamiento en la actualidad
En la actualidad existen 29 equipos PRAIS distribuidos en los 29 Servicios de Salud (enlace roto disponible en Internet Archive; véase el historial, la primera versión y la última).. Son equipos multidisciplinarios compuestos principalmente por profesionales: médicos generales, psicólogos, psiquiatras y asistentes sociales, encargados de evaluar la magnitud del daño y diseñar un plan de intervención integral en salud.

### Funciones del equipo
- Acreditar la calidad de beneficiario
- Diagnosticar las secuelas físicas, psicológicas y sociales de la represión política
- Entregar tratamiento para las enfermedades mentales asociadas a las secuelas de traumatización extrema
- Derivar de forma asistida a la atención en la red asistencial de las otras especialidades médicas u otros programas según la problemática de salud que presenten los usuarios
- Mantener una coordinación regular y permanente con las organizaciones de beneficiarios de este Programa

### Beneficiarios del programa
Las personas que hoy pueden acceder a los beneficios de salud que ofrece este programa de atención integral debieron acreditar inicialmente su situación ante una comisión técnica de salud del equipo PRAIS. En concordancia a lo señalado en las leyes de reparación y norma técnica, los beneficiarios son familiares de detenidos desaparecidos y ejecutados políticos, personas que se individualizan en Informe de la Comisión Nacional sobre Prisión Política y Tortura, aquellas personas acreditadas como beneficiarias hasta el 30 de agosto de 2003, inclusive; aquellos que trabajaron en la protección de derechos humanos por un periodo continuo de 10 años; personas calificadas por exoneración política y retornados del exilio político; entre otras que puede evaluar el equipo en consulta al Ministerio de Salud.
Una vez ingresado al Programa, el beneficiado recibirá la credencial PRAIS, que consiste una tarjeta firmada por un profesional representante del equipo y autoridad del Servicio de Salud correspondiente. Esta tarjeta es intransferible y no puede ser adulterada.